# Maliniusteich

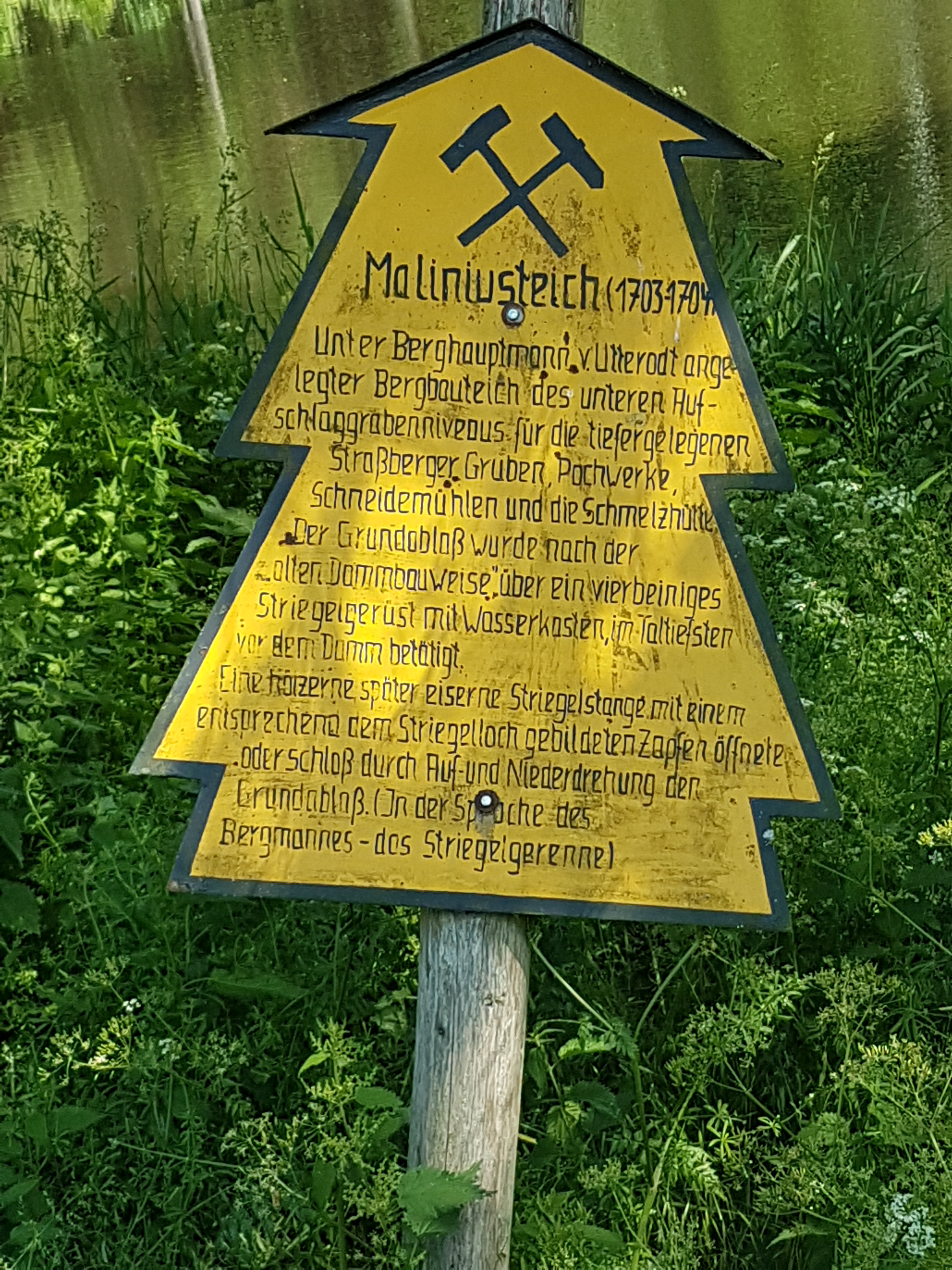
Dennert-Tanne am Maliniusteich (2020)

Der Maliniusteich ist ein alter Bergbauteich bei Straßberg in Sachsen-Anhalt und dient der Trinkwasserversorgung. Gestaut wird der Rödelbach. Der Stauteich ist Teil des Unterharzer Teich- und Grabensystems.

## Geschichte
Die Talsperre wurde um 1704 unter Berghauptmann von Utterodt erbaut. Ursprünglich versorgte der Teich tiefer gelegenen Straßberger Erzgruben sowie diverse Pochwerke, Schneidemühlen und eine Hütte mit Aufschlagwasser. Der alte Grundablass war nach alter Bauweise über ein vierbeiniges Striegelgerüst mit Wasserkasten angelegt. Die ehemals hölzerne, später eiserne, Striegelstange ist nicht mehr erhalten und das Streigelgerenne somit nicht mehr regelbar.
In der DDR war eine Sanierung und Umwidmung für Erholungszwecke angedacht, wurde aber nicht durchgeführt.
Der Damm ist in erheblichem Maße mit Bäumen bewachsen und begehbar. Ein Weg am Teich entlang ist vorhanden, aber stark zugewachsen. Ein Freischnitt des Weges war im Oktober 2010 bereits seit geraumer Zeit ausgezeichnet, aber noch nicht durchgeführt.
Siehe auch:
- Liste von Talsperren in Deutschland
- Liste der Gewässer in Sachsen-Anhalt